# Fichitești
Fichitești – wieś w Rumunii, w okręgu Bacău, w gminie Podu Turcului. W 2011 roku liczyła 100 mieszkańców.